# Mandehoved
Mandehoved er en bebyggelse i Store Heddinge Sogn. 
Stevns Klint Trampesti passerer forbi Mandehoved, og på Mandehoved finder man bl.a. Stevns Naturcenter, et naturcenter indrettet i forsvarsbygninger fra Den Kolde Krig, samt Asylcenter Sigerslev.
I forbindelse med Stevns Naturcenter ligger også Rasteplads Flagbanken, som er et af de højeste punkter på Stevns Klint. På pladsen, som er indrettet som lejrplads, er et gammelt radartårn ombygget til udsigtstårn for besøgende. I de tidligere militære bygninger findes en samling fossiler og forsteninger fundet på Mandehoved og ved Holtug Kridtbrud.
Navnet Mandehoved er på grund af af et stykke af klinten lignende et ansigt se ud fra Øresund af. Det er faldet ned for mange år siden.